# (17617) Takimotoikuo
(17617) Takimotoikuo est un astéroïde de la ceinture principale.

## Description
(17617) Takimotoikuo est un astéroïde de la ceinture principale. Il fut découvert le 28 octobre 1995 à Kitami par Kin Endate et Kazuro Watanabe. Il présente une orbite caractérisée par un demi-grand axe de 3,00 UA, une excentricité de 0,16 et une inclinaison de 12,4° par rapport à l'écliptique.

## Compléments